# 柳和龍
柳 和龍（ユ・ファヨン、유 화용、1944年2月15日 - ）は、大韓民国・ソウル特別市出身の元プロボクサーで、プロボクシングトレーナーである。
マスメディアではたびたび日本語読みで「リュウ・ワリュウ」と呼ばれる。

## 来歴
1970年6月17日、東京でプロデビュー。
1971年8月7日、初代韓国ジュニアライト級王座を獲得。
韓国と日本で試合を重ね、1975年6月16日、後の世界王者ロイヤル小林にKO負けを喫し引退。
戦績は19戦9勝9敗1分け。
引退後はトレーナーに転向。母国で世界王者パク・チョンヒ、柳換吉を育てた後、京浜川崎ジムで畑山隆則と出会い、後に横浜光ボクシングジムへともに移籍。1998年、エディ・タウンゼント賞を受賞。
畑山の一時引退を機に松田ボクシングジムへ移籍。石原英康を東洋太平洋王座、世界挑戦へと導いた。
2007年、名古屋市内のアマチュアジムのトレーナーに就任。